# Sommerhimmel

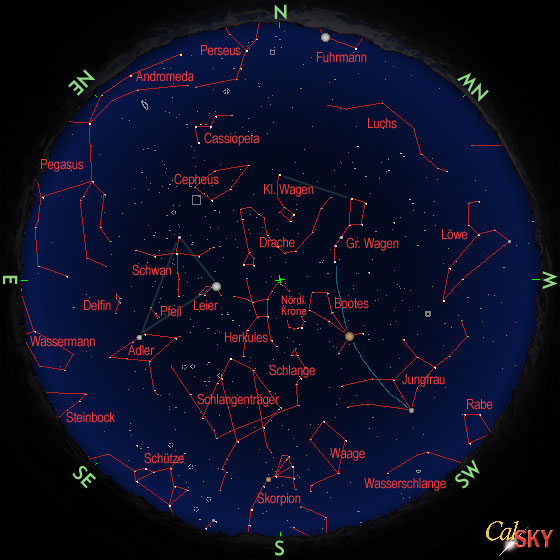
Sternenhimmel im Sommer für Deutschland Ende Juni um 23 Uhr MESZ oder Ende Juli um 21 Uhr MESZ

Sommerhimmel wird jener Teil des Sternenhimmels genannt, der an klaren Sommer-Abenden zu sehen ist. Dieser Himmelsanblick hängt ab
- von der geografischen Breite des Standorts,
- ferner vom Datum der Beobachtung
- und von der mittleren Ortszeit.

Vom gleichen Beobachtungsort aus sehen wir 1 Monat später denselben Himmelsausschnitt um 2 Stunden früher, mit jedem Tag um knapp 4 Minuten früher. Denn die Erde rotiert in 23h 56m 04s (einem Sterntag), während sich unser 24-Stunden-Tag auf die Stellung zur Sonne bezieht.
Für Deutschland wird meist eine mittlere Breite von 50° angenommen – der Schwerpunkt der BRD liegt 1,2° nördlicher – sowie eine Länge von 9° oder 10° (bei Frankfurt bzw. Würzburg). Fast alle am Markt erhältlichen drehbaren Sternkarten sind für 50°/ 10° berechnet, was etwa dem Mittel des deutschen Sprachraums entspricht. Für Österreich wären durchschnittlich 47,5° / 14° anzusetzen, für die Schweiz 47° / 8°.
Das Bild rechts oben zeigt den Sternenhimmel, wie er Mitte Juli um 21 Uhr MEZ (in Sommerzeit: 22 Uhr MESZ) zu sehen ist (Mitte Juni um 23 Uhr MEZ bzw. 24 Uhr MESZ, Mitte August um 19 Uhr MEZ bzw. 20 Uhr MESZ). Die zirkumpolaren Sternbilder um den nördlichen Himmelspol sind das ganze Jahr über zu sehen. Außerhalb dieses Umkreises überschneidet sich der Sommerhimmel mit dem Winterhimmel kaum, bietet aber einige dem Frühlingshimmel bzw. dem Herbsthimmel ähnliche Aspekte.

## Konstellationen und Sternbilder
Die auffälligste Konstellation ist das im Osten emporsteigende große Sommerdreieck, das aus 3 Sternen 1. Größe besteht und rings um das Sternbild des Schwan (nördliches Kreuz) verläuft. Seine Eckpunkte sind Wega in der Leier (hellster Stern des Nordhimmels), Deneb im Schwan und Altair im Adler.
Tief im Süden und Südosten stehen Schütze und Skorpion, wo in über 25.000 Lichtjahren Entfernung das Zentrum unserer Milchstraße liegt. Diese zieht sich als zart leuchtendes Band mit vielen Sternhaufen und Nebeln über Leier und Schwan nach Norden zur Kassiopeia. In Skorpion und Schütze steht die Sonne zu Winterbeginn, sodass diese Sternbilder nun im Sommer einige Stunden lang am Himmel der 1. Nachthälfte zu sehen sind. Die Scheren des Skorpions laufen im roten Stern Antares (griech. „Gegenmars“) zusammen – ein Roter Überriese mit 700-fachem Sonnenradius, der allerdings wegen seiner Entfernung von 600 Lichtjahren erst an 16. Stelle der hellen Sterne steht. Antares steht nur 4° südlich der Ekliptik und wird daher mehrmals im Jahrzehnt vom Mond bedeckt.
Rechts davon die Waage; weiter im Westen sind noch die Jungfrau und der Löwe zu sehen, die in den vergangenen Monaten den Frühlingshimmel geprägt haben. Steil darüber steht der Große Wagen – doch anders als im Winter nun mit der Deichsel nach oben. Im Westen ist das Sternbild Krebs bereits untergegangen, doch bei flachem Horizont kann man tief im NNW noch die Capella (Fuhrmann) funkeln sehen.
Als Gegenstück zum Großen Wagen (Großer Bär) fällt rechts vom Polarstern (etwas tiefer) das helle W der Cassiopeia auf, und ein Teil der Fünfsternreihe mit dem Pegasus-Herbstviereck hebt sich bereits über den Nordost-Horizont. Hoch über unseren Köpfen steht der lang geschweifte Himmelsdrache und gegenüber Herkules, der in der griechischen Mythologie sein Bezwinger ist.
Wer mit einem guten Feldstecher auf „Nebel-Jagd“ gehen will, dem empfehlen sich die Sternbilder Schlangenträger und Schütze. Wo sich die Schlange vor ihrem „Träger“ (dem mythischen Arzt Asklepios) windet, finden sich einige helle Kugelsternhaufen. Der Schütze steht zwar noch niedrig, bietet aber (rechts oben) eine reiche Palette an Nebeln: Kugel- und Offene Sternhaufen, dunkle sowie strahlende Gasnebel. In südlicheren Breiten kann man im Skorpion drei der hellsten offenen Sternhaufen (M6, M7, NGC 6231), in der Gegend um Antares die Kugelsternhaufen M4 und M80 sowie eventuell einige Objekte des Rho-Ophiuchi-Komplexes sehen. Im Herkules (rechte Quadratseite) erkennt man unschwer den sehr hellen Kugelhaufen M13, und oberhalb der Andromeda den gleichnamigen Spiralnebel M31. In einigen Wochen wird er schon hoch genug stehen, um ihn freiäugig als kleines Wölkchen sehen zu können.

## Sternschnuppenschwärme
Ab Mitte Juli erscheinen in den Morgenstunden erste Vorboten der Perseiden, dem bekanntesten und dem zweitstärksten Meteorschwarm des Jahres. Er erreicht am 11./12. August sein markantes Maximum, danach fällt aber die Zahl der Sternschnuppen rasch ab. Der Radiant verlagert sich im Lauf der Wochen vom Perseus in die Cassiopeia („Himmels-W“).
Die meist recht hellen, aber nur sandkorngroßen Meteoroiden haben eine hohe Geschwindigkeit von ~60 km/s und blitzen daher beim Eintritt in die Lufthülle kaum sekundenlang auf. Allerdings gelten die oft kolportierten Fallraten von 60–120 Meteoren pro Stunde nur für ideale Bedingungen im Hochgebirge oder in trockenen Wüsten; in Mitteleuropa sind es in der 2. Nachthälfte etwa 20 bis 40 pro Stunde, eine Woche vor und kurz nach dem Maximum etwa halb so viele. In manchen Jahren wie 2009, wo das Maximum zeitlich nahe am Vollmond liegt, verschwinden jedoch die lichtschwächeren Sternschnuppen im aufgehellten Himmelshintergrund. Ihr Ursprungskörper ist der Komet 109P/Swift-Tuttle.
Weniger markant sind die Juli-Aquariiden zwischen 25. Juli und 10. August mit einem spitzen Maximum am 3. August, die scheinbar aus dem Sternbild Wassermann kommen.
Sehr lange können hingegen die Cygniden am Beobachtungsprogramm stehen. Sie haben ihren Radianten im Schwan und sind zwischen 25. Juli und 8. September zu sehen (flaches Maximum um den 16. August). Der planetarische Strom hat um den 18. August einen etwas schwächeren Zweig, die sogenannten Cepheiden – nicht zu verwechseln mit den pulsierenden Riesensternen, die für die intergalaktische Entfernungsbestimmung so wichtig sind.

## Planeten
Um den Besuchern dieser Seite zu ermöglichen, auch frühere Planetensichtungen zuzuordnen, werden neben dem aktuellen Jahr auch die Daten der vier vorangehenden Jahre vorgehalten.

### Planeten am Sommerhimmel 2023
- Merkur steht am 1.7. in oberer Konjunktion zur Sonne und erreicht am 10.8. mit 27°24' seine größte östliche Elongation von der Sonne. Da er aber 11° südlicher als die Sonne am Himmel steht, ist er im deutschsprachigen Raum trotzdem nicht freiäugig am Abendhimmel zu beobachten. Am 6.9. steht Merkur in unterer Konjunktion zur Sonne, entfernt sich danach rückläufig schnell von ihr und erreicht am 22.9. seine größte westliche Elongation von der Sonne. Hier beträgt sein Winkelabstand von der Sonne zwar nur 17°52'; da Merkur aber jetzt viel weiter nördlich steht als im Juli, ist er ab Mitte September bis Anfang Oktober gegen 6 Uhr freiäugig am Morgenhimmel zu beobachten.
- Venus strahlt am 7.7. im größten Glanz als Abendstern. Danach entfernt sie sich schnell vom Abendhimmel und erreicht am 13.8. die untere Konjunktion mit der Sonne. Ab dem 22.8. kann man Venus kurz vor Sonnenaufgang tief am Osthimmel entdecken, wo sie durch die Sternbilder Krebs und Löwe läuft. Schon am 19.9. leuchtet Venus dann am Morgenhimmel wieder im größten Glanz.
- Mars im Sternbild Löwe ist maximal noch bis um 10.7. am Abendhimmel zu sehen; am 10.7. läuft er nur 0,6° nördlich an Regulus vorbei, was im Fernglas zu beobachten ist. Bis Ende September wandert Mars in das Sternbild Jungfrau und nähert sich langsam immer weiter der Sonne an.
- Jupiter ist zu Beginn des Sommers Planet der zweiten Nachthälfte. Er steht im Sternbild Widder und verlagert seine Aufgänge bis Ende Juli in die Zeit vor Mitternacht. Am 4.9. wird Jupiter rückläufig und beginnt seine Oppositionsschleife.
- Saturn läuft rückläufig durch den Wassermann und kommt dort am 27.8. in Opposition zur Sonne. Die Öffnung der Saturnringe hat im Vergleich zum Vorjahr mit 9,0° deutlich abgenommen, so dass Saturn 2023 weniger hell leuchtet als in den letzten Jahren.
- Uranus bewegt sich durch das Sternbild Widder und ist unter optimalen Bedingungen ab Mitte Juli mit dem Fernrohr am Morgenhimmel zu sehen. Neptun wandert rückläufig durch das Sternbild Fische und kommt dort am 19. September in Opposition zur Sonne; auch er ist nur im Fernrohr zu erkennen.[1]

### Planeten am Sommerhimmel 2022
- Merkur erreicht am 27.8. mit 27° seine größte östliche Elongation von der Sonne, ist aber im deutschsprachigen Raum trotzdem nicht freiäugig zu beobachten.
- Venus läuft am Morgenhimmel der Sonne hinterher und beendet gegen Ende September ihre Sichtbarkeit als Morgenstern.
- Mars ist zunächst am Morgenhimmel zu sehen; ab Anfang August verlagert er seinen Aufgang in die Zeit vor Mitternacht. Er wandert vom Sternbild Fische über den Widder in den Stier und nähert sich seiner Opposition zur Sonne, die er Anfang Dezember erreichen wird.
- Jupiter hält sich im Bereich der Sternbilder Walfisch und Fische auf. Er steht am 26.9. in Opposition zur Sonne und ist das dominierende Gestirn am Nachthimmel.
- Saturn läuft rückläufig durch den Steinbock und erreicht dort am 14.8. seine Opposition zur Sonne. Die Saturnringe sind mit 13,9° immer noch recht weit geöffnet.
- Uranus ist im Sternbild Widder mit dem Fernrohr am Morgenhimmel zu sehen. Neptun wandert rückläufig durch die Sternbilder Fische und Wassermann und kommt dort in der Nacht vom 16. auf den 17. September in Opposition zur Sonne; auch er ist nur im Fernrohr zu erkennen.[2]

### Planeten am Sommerhimmel 2021
- Merkur ist in Europa freiäugig nur selten zu sehen. Im August wechselt er auf den Abendhimmel und erreicht zu Monatsende 24° Elongation. Wegen der flach liegenden Ekliptik ist er aber nur im Feldstecher zu sehen.
- Auch Venus steht wegen der abendlichen Ekliptiklage nur wenig über dem Horizont – wie auch die nächsten Monate. Interessanterweise geht sie den ganzen Sommer konstant etwa 80 Minuten nach der Sonne unter.
- Mars verschwindet im Juli allmählich in der Abenddämmerung und bleibt bis Dezember unsichtbar.
- Jupiter steht am 20.8. in Opposition zur Sonne und zieht seine alljährliche Schleife vom Wassermann zurück in den Steinbock. Der Riesenplanet (11× Erdradius) dominiert ab August den südöstlichen Abendhimmel und geht dann erst gegen 6 Uhr MESZ unter. Der Untergang verfrüht sich jeden Monat um etwa 2 Stunden, der Riesenplanet bleibt aber bis Jahresende am Abendhimmel sichtbar. Nach der Großen Konjunktion Ende 2020 hat er Saturn nun bereits um etwa 15° am Sternhimmel "überholt".
- Saturn im Steinbock geht nun Jupiter 1 Stunde voraus (Aufgänge im August je nach geografisched Länge des Standorts von etwa 21 bis 19 Uhr MESZ, Untergang um etwa 5 Uhr) und hat bereits am 2.8. seine Opposition. Die Saturnringe sind dieser Jahre weit geöffnet zu sehen.
- Uranus im Widder und Neptun sind mit Fernrohr im Hochsommer ab etwa 23 bzw. 21 Uhr zu beobachten. Die Scheibchen der zwei Eisriesen messen 3,5" bzw. 2,5" und sind schon in kleinen Fernrohren von Sternen zu unterscheiden.

### Planeten am Sommerhimmel 2020
Die wichtigsten Punkte:
- Venus ist noch Abendstern, wie im April
- Mars nähert sich seiner Opposition im Oktober und ist in der zweiten Nachthälfte gut zu beobachten.
- Jupiter und Saturn stehen im Schützen bzw. Steinbock nahe beisammen und haben im Juli Opposition, sodass sie die ganze Nacht zu sehen sind. Ende Dezember werden sie sich auf nur 0,1° begegnen (Große Konjunktion).

### Planeten am Sommerhimmel 2019
- Merkur freiäugig Ende Juni am Abend, im August am Morgen sichtbar; teleskopisch auch am Taghimmel
- Venus bis Mitte Juli am Morgenhimmel, dann freiäugig unsichtbar (Abendstern ab Oktober)
- Mars unsichtbar (jenseits der Sonne)
- Jupiter im Schlangenträger: im Juli ganze Nacht, ab August/September erste Nachthälfte. Im August verschiebt er seine Untergänge von 24 auf 22 Uhr, steht aber bis Oktober am Abendhimmel.
- Saturn im Schützen: Opposition zur Sonne am 27. Juni, daher ganze Nacht sichtbar. Untergang Ende August um 1 Uhr. Die Saturnringe sind dieser Jahre weit geöffnet zu sehen.
- Uranus im Widder und Neptun im Wassermann: zunächst in der zweiten Nachthälfte zu sehen, später fast die ganze Nacht – aber nur im Fernrohr als kleine, grün-blaue Scheibchen.

Von den zehn hellsten Kleinplaneten sind Ceres, Vesta, Hebe und Astraea zeitweilig im kleinen Fernrohr zu beobachten.

## Mond

### Sternbedeckungen durch den Mond
Von den monatlich etwa 50 Bedeckungen von Sternen 1. bis 8. Größe werden in astronomischen Jahrbüchern (z. B. Himmelsjahr für Deutschland oder Astronomischer Almanach für Österreich) und in der Monatsschrift Sterne und Weltraum die helleren vorausberechnet. Sie sind – jedenfalls am dunklen Mondrand – mit freiem Auge leicht zu beobachten. Durch die Mondbewegung von etwa 1 km/s verschwindet der Stern schlagartig, was interessante, überraschende Beobachtungserlebnisse verspricht. Bis in die 1990er-Jahre wurden solche Messungen zur Bestimmung von Mondradius und Mondrandprofil verwendet. Bei streifenden Sternbedeckungen können bis heute auch Amateurastronomen zur genauen Vermessung der Mondberge und -Täler beitrage

## Jahreszeiten
- Frühlingshimmel, Sommerhimmel, Herbsthimmel, Winterhimmel
- Himmelsbeobachtung